# Afrophyla
Afrophyla är ett släkte av fjärilar. Afrophyla ingår i familjen mätare.
Kladogram enligt Catalogue of Life:
| Afrophyla | \| \| Afrophyla dichordata \| \| \| \| \| \| Afrophyla meloui \| \| \| \| \| \| Afrophyla vethi \| \| \| \| |
|           | \| \| Afrophyla dichordata \| \| \| \| \| \| Afrophyla meloui \| \| \| \| \| \| Afrophyla vethi \| \| \| \| |
|           | Afrophyla dichordata                                                                                        |
|           | |
|           | Afrophyla meloui                                                                                            |
|           | |
|           | Afrophyla vethi                                                                                             |
|           | |